# Nové Strašecí
Nové Strašecí este un oraș și o comună din districtul Rakovník din regiunea Boemia Centrală a Cehiei. Are o populație de aproximativ 5.700 de locuitori.
Principalul obiectiv turistic din Nové Strašecí este Biserica Adormirea Maicii Domnului. A fost construită în stil gotic la mijlocul secolului al XIV-lea și ulterior modificată în stilurile baroc și neoclasic.

## Diviziuni administrative
Comuna Nové Strašecí este formată din două diviziuni administrative (între paranteze, populația conform recensământului din 2021):
- Nové Strašecí (5.488)
- Pecínov (218)

## Etimologie
Numele său este derivat din numele personal Strašata, cu sensul de „(așezarea) lui Strašata”.

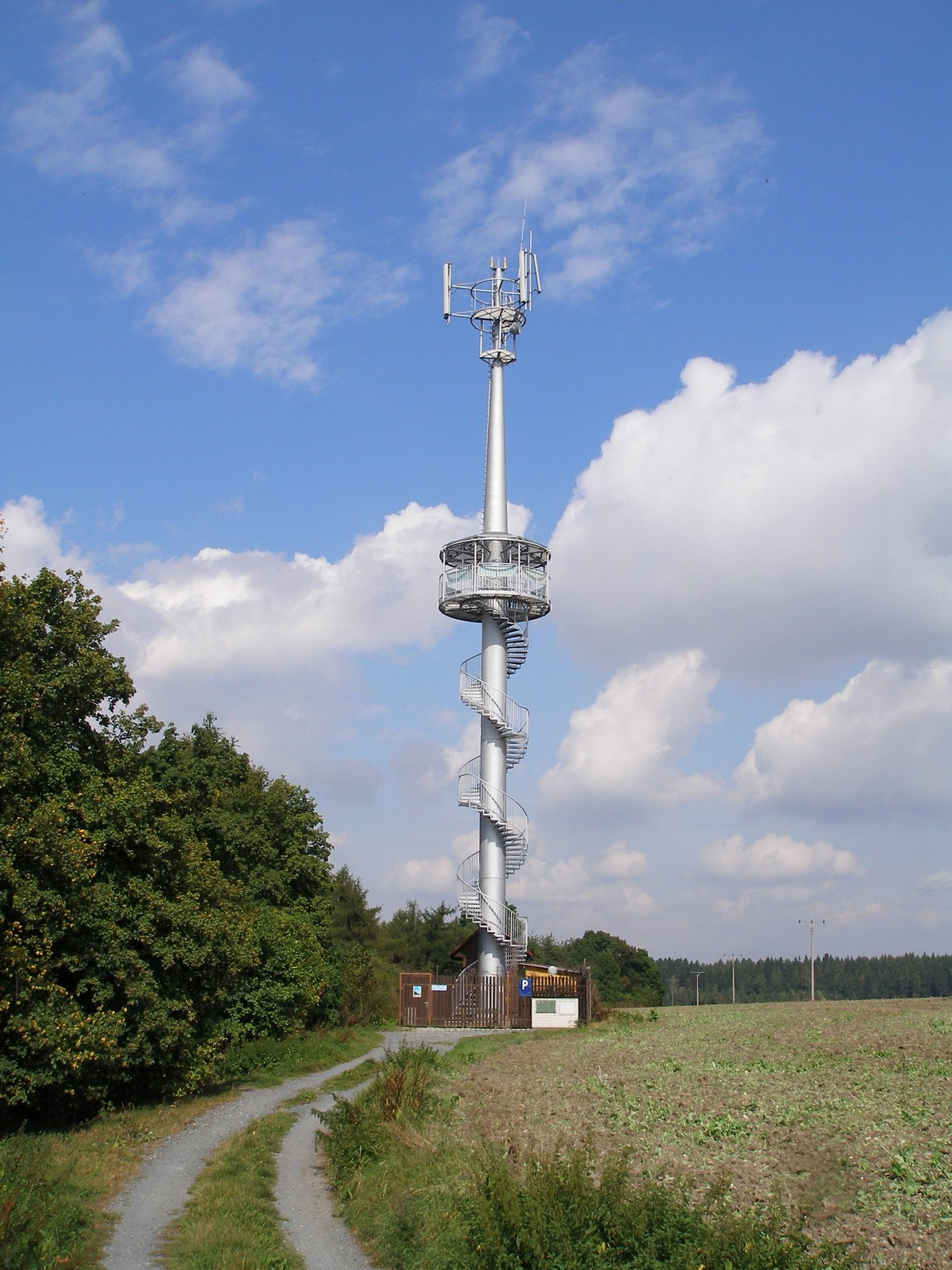
Turnul de observație de pe dealul Mackova hora

Atributul nové („nou”) a fost folosit din anul 1554, după ce orașul a fost complet reconstruit în urma unui mare incendiu.

## Geografie
Nové Strašecí se află la aproximativ 13 kilometri (8 mi) nord-est de Rakovník și la 32 kilometri (20 mi) vest de capitala Praga. 
Se află în lanțul muntos Džbán.
Cel mai înalt punct este dealul Mackova hora, aflat la 488 metri (1.601 ft) deasupra nivelului mării.

## Istorie
Prima mențiune scrisă a orașului Strašecí datează din perioada 1334–1343. La scurt timp după aceea, satul a fost promovat ca oraș târg.
A fost parte a moșiei Křivoklát, proprietate a camerei regale.
În secolul al XV-lea, Strašecí și-a pierdut privilegiile, dar în 1503 a fost promovat la rangul de oraș de către regele Vladislav al II-lea.
În 1553, orașul a fost distrus de un mare incendiu și a fost reconstruit în întregime. Astfel, din 1554, a fost redenumit Nové Strašecí.
Pecínov a fost menționat pentru prima dată în anul 1556. Partea originală a așezării a dispărut după Al Doilea Război Mondial din cauza exploatării argilei refractare și a rămas doar partea superioară a așezării, care a fost ridicată în anii 1830.

## Transporturi
Autostrada D6 (parte a drumului european E48) de la Praga la Karlovy Vary trece prin oraș.
Nové Strašecí se află pe linia de cale ferată Praga–Rakovník via Kladno.

## Obiective turistice

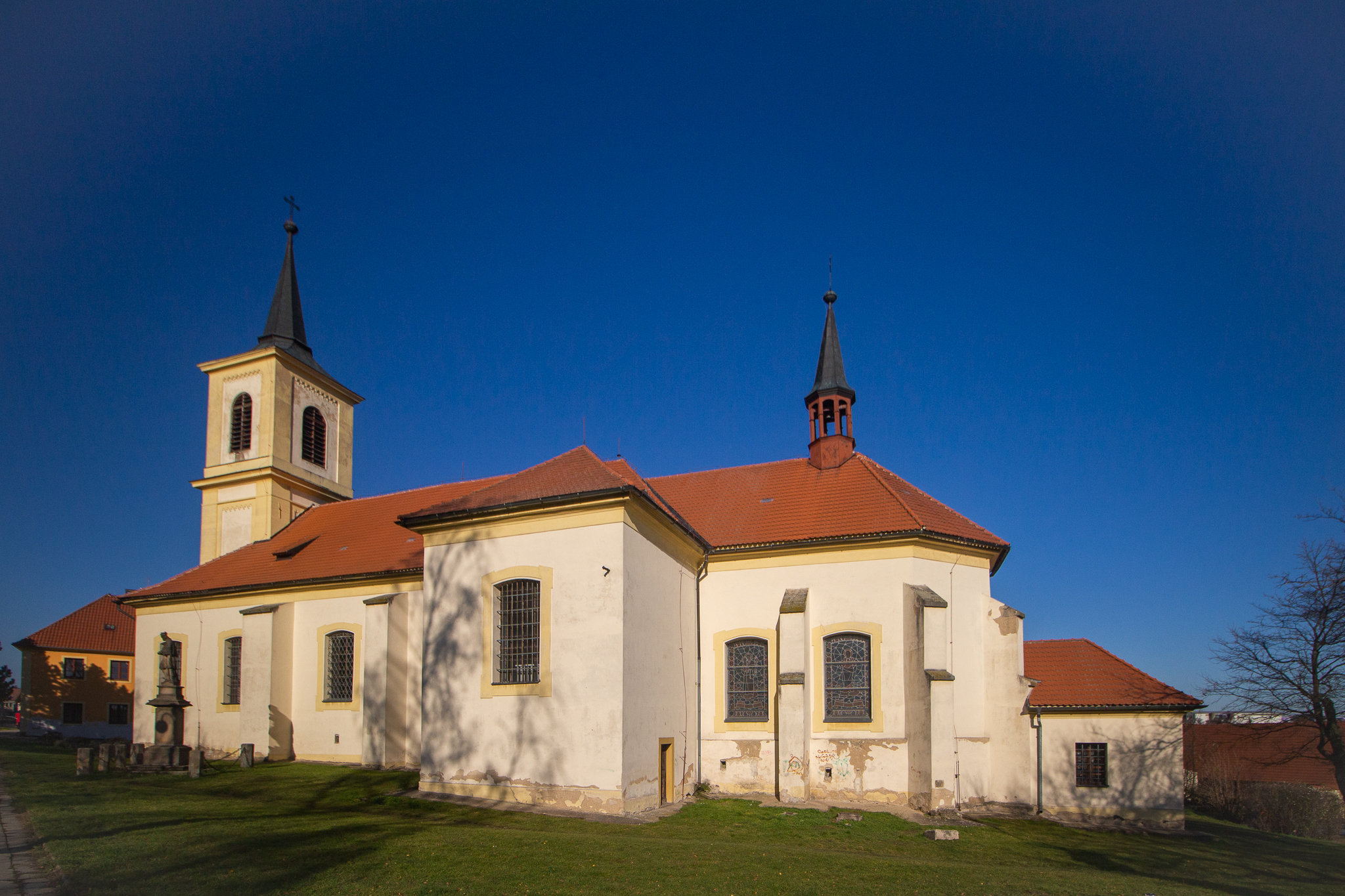
Biserica Adormirea Maicii Domnului

Principalul obiectiv turistic din Nové Strašecí este Biserica Adormirea Maicii Domnului. A fost construită în stil gotic la mijlocul secolului al XIV-lea și ulterior modificată în stilul baroc și neoclasic.
Primăria cu turn a orașului este de origine renascentistă. După ce clădirea a fost avariată în mai multe incendii, a fost reconstruită sub forma sa actuală în anii 1830.
Pe dealul Mackova hora se află un turn de observație omonim. Acesta are o înălțime de 36 m (118 ft) și conține 98 de trepte care duc către platforma aflată la o înălțime de 21 m (69 ft).

## Persoane notabile
- Viktor Oliva⁠(d) (1861–1928), pictor și ilustrator

## Orașe gemene–orașe înfrățite
Nové Strašecí este înfrățit cu:
- Welden, Germania